# إيمي أودوكا
إيمي أودوكا (بالإنجليزية: Ime Udoka)‏ مواليد 9 أغسطس 1977 في بورتلاند، هو لاعب كرة سلة نيجيري أمريكي معتزل. بدأ مسيرته الاحترافية في سنة 2000. وهو المدرب الحالي لفريق بوسطن سيلتيكس في الرابطة الوطنية لكرة السلة. يبلغ طوله 6 قدم 6 بوصة (2.0 م). حقق المركز الثالث في بطولة أمم أفريقيا لكرة السلة 2005. اعتزل اللعب في 2012.

## الميداليات
| الميدالية | المسابقة                          |
| --------- | --------------------------------- |
| برونزية   | بطولة أمم أفريقيا لكرة السلة 2005 |
| برونزية   | بطولة أمم أفريقيا لكرة السلة 2011 |

## إحصائيات المسيرة

### الموسم الاعتيادي
| السنة   | الفريق                 | لعب | بدأ | دقيقة | ميداني% | ثلاثية | حرة  | ارتداد | صنع | استلاب | تصدي | نقطة |
| ------- | ---------------------- | --- | --- | ----- | ------- | ------ | ---- | ------ | --- | ------ | ---- | ---- |
| 2003–04 | لوس أنجلوس ليكرز       | 4   | 0   | 7.0   | .333    | .000   | .500 | 1.3    | .5  | .5     | .2   | 2.0  |
| 2005–06 | نيويورك نيكس           | 8   | 0   | 14.3  | .375    | .333   | .500 | 2.1    | .8  | .1     | .0   | 2.8  |
| 2006–07 | بورتلاند ترايل بلايزرز | 75  | 75  | 28.6  | .461    | .406   | .742 | 3.7    | 1.5 | .9     | .2   | 8.4  |
| 2007–08 | سان أنطونيو سبرز       | 73  | 0   | 18.0  | .424    | .370   | .759 | 3.1    | .9  | .8     | .2   | 5.8  |
| 2008–09 | سان أنطونيو سبرز       | 67  | 3   | 15.4  | .383    | .328   | .609 | 2.8    | .8  | .5     | .2   | 4.3  |
| 2009–10 | سكرامنتو كينغز         | 69  | 2   | 13.7  | .378    | .286   | .737 | 2.8    | .8  | .5     | .1   | 3.6  |
| 2010–11 | سان أنطونيو سبرز       | 20  | 0   | 6.5   | .238    | .000   | .500 | .9     | .7  | .4     | .0   | .7   |
| المسيرة |                        | 316 | 80  | 18.1  | .417    | .356   | .705 | 2.9    | 1.0 | .7     | .2   | 5.2  |

### الأدوار الإقصائية
| السنة   | الفريق           | لعب | بدأ | دقيقة | ميداني% | ثلاثية | حرة  | ارتداد | صنع | استلاب | تصدي | نقطة |
| ------- | ---------------- | --- | --- | ----- | ------- | ------ | ---- | ------ | --- | ------ | ---- | ---- |
| 2008    | سان أنطونيو سبرز | 16  | 0   | 14.8  | .465    | .400   | .714 | 2.9    | 1.1 | .7     | .1   | 5.4  |
| 2009    | سان أنطونيو سبرز | 5   | 0   | 20.8  | .350    | .125   | .400 | 4.6    | .8  | .8     | .2   | 3.4  |
| المسيرة |                  | 21  | 0   | 16.2  | .440    | .354   | .583 | 3.3    | 1.0 | .7     | .1   | 5.0  |

## روابط خارجية
- إيمي أودوكا على موقع IMDb (الإنجليزية)
- إيمي أودوكا على موقع الاتحاد الدولي لكرة السلة (الإنجليزية)
- إيمي أودوكا على موقع الدوري الأوروبي لكرة السلة (الإنجليزية)
- إيمي أودوكا على موقع إن بي أي (الإنجليزية)
- إيمي أودوكا على موقع سبورتس رفرنس (الإنجليزية)
- إيمي أودوكا على موقع الدوري الإسباني لكرة السلة (الإسبانية)
- إيمي أودوكا على موقع كرة السلة الأوروبية.كوم (الإنجليزية)
- إيمي أودوكا على موقع كلية كرة السلة في سبورتس رفرنس.كوم (الإنجليزية)
- إيمي أودوكا على موقع ريلجم (الإنجليزية)
- إيمي أودوكا على موقع بروبوليرز (الإنجليزية)
- إيمي أودوكا على موقع سبورتس رفرنس (الإنجليزية)